# Коробков, Борис Михайлович
Борис Михайлович Коробков (1900—1971) — советский военачальник, генерал-полковник танковых войск (1944).

## Биография

Могила Коробкова на Введенском кладбище Москвы.

Борис Михайлович Коробков родился 6 августа 1900 года на станции Болва (ныне — Бежица, в составе Брянска). В 1919 году он пошёл на службу в Рабоче-Крестьянскую Красную Армию. Участвовал в Гражданской войне. В 1924 году Коробков был демобилизован. В июне 1932 года он повторно был призван на службу в Рабоче-Крестьянскую Красную Армию. В 1934 году Коробков окончил Военную академию механизации и моторизации РККА, после чего служил на научно-испытательного бронетанковом полигоне в качестве старшего инженера, начальника конструкторского бюро, помощника начальника полигона.
С 1938 года Коробков служил помощником начальника Автобронетанкового управления Рабоче-Крестьянской Красной Армии, а с 1940 года — начальником управления — первым заместителем начальника Главного автобронетанкового управления Рабоче-Крестьянской Красной Армии. С 1942 года Коробков занимал должность первого заместителя, заместителя командующего бронетанковыми и механизированными войсками РККА. 1 января 1943 года ему было присвоено воинское звание генерал-лейтенанта танковых войск, а 24 апреля 1944 года — генерал-полковника танковых войск. В октябре 1952 года Коробков вышел в отставку по болезни. Проживал в Москве. Умер 19 сентября 1971 года, похоронен на Введенском кладбище (29 уч.).
Был награждён двумя орденами Ленина, тремя орденами Красного Знамени, орденом Кутузова 2-й степени, двумя орденами Красной Звезды, рядом медалей и иностранным орденом.